# Royal Melbourne Showgrounds
Melbourne Showgrounds – otwarty w latach 30., zajmujący powierzchnię 19 hektarów kompleks, w którym corocznie odbywa się Royal Melbourne Show - pokaz rolniczy złożony z różnych konkursów oraz rozrywkowych wydarzeń, w tym wystaw zwierząt, rywalizacji kulinarnej oraz wesołego miasteczka. Część obiektu jest przez cały rok wynajmowana na wszelakie okazje, takie jak np. koncerty. 

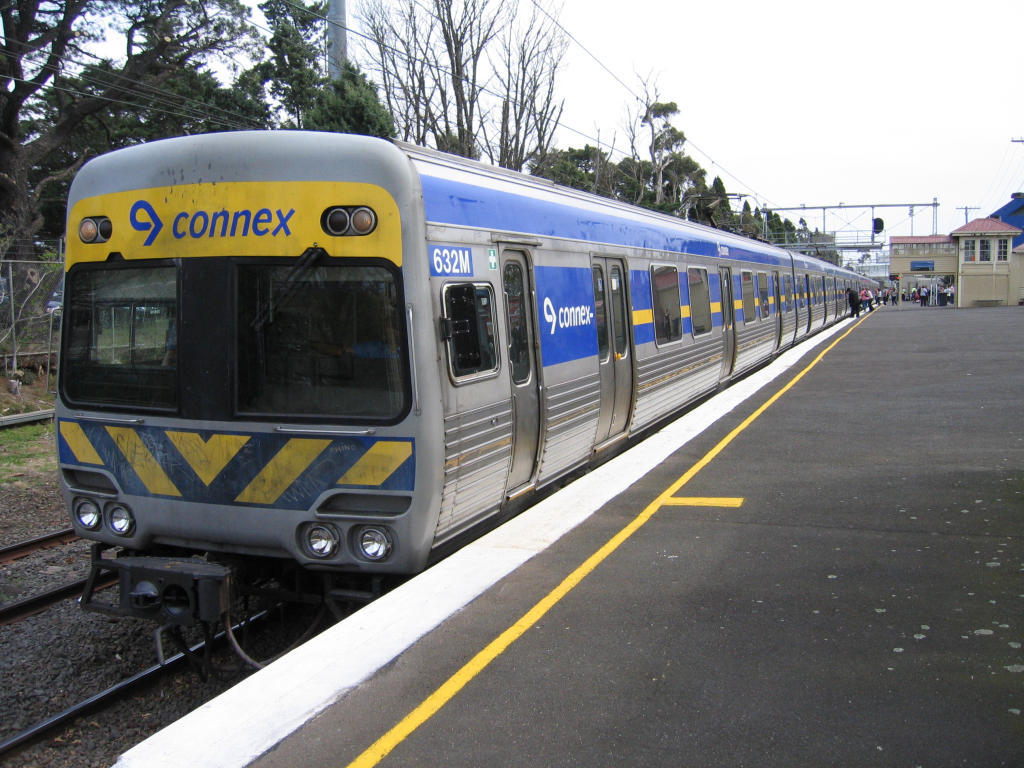
Dworzec kolejowy Melbourne Showgrounds

W Melbourne Showgrounds występowali m.in. The Police oraz Bruce Springsteen, a sam kompleks często wykorzystywany jest do kręcenia reklam telewizyjnych.

## Transport publiczny
Obiekt posiada własny dworzec kolejowy na linii Flemington Racecourse, który działa tylko podczas Royal Melbourne Show oraz innych specjalnych wydarzeń. Na czas trwania Show do kompleksu ludzi dowożą także dodatkowo podstawione tramwaje.